# Liste der Baudenkmale in Te Kūiti
Die Liste der Baudenkmale in Te Kūiti umfasst alle vom New Zealand Historic Places Trust (NZHPT) als „Historic Place“ oder „Historic Area“ eingestuften Baudenkmale und Flächendenkmale der neuseeländischen Ortschaft Te Kūiti. Die Angaben stammen aus dem Register des NZHPT. Die Bezeichnungen der Baudenkmale orientieren sich an diesem Register. In die Liste werden auch bekannte Wahi Tapu (Area), kulturell und religiös bedeutsame Stätten und Gebiete der Māori, aufgenommen. Sie werden jedoch meist nicht publiziert.

| Bild | Bezeichnung                                                             | Ort      | Anschrift                                    | Beschreibung                                              | Bauzeit   | Eintrag           | Nummer | Kat. |
| ---- | ----------------------------------------------------------------------- | -------- | -------------------------------------------- | --------------------------------------------------------- | --------- | ----------------- | ------ | ---- |
| BW   | Waiteti Viaduct                                                         | Te Kuiti | North Island Main Trunk Railway Karte        | Eisenbahnbrücke                                           | 1887–1889 | 15. Februar 1990  | 4175   | 1    |
| BW   | Te Anaureure                                                            | Te Kūiti | Hangatiki East Road Karte (ungenau)          | für die Māori bedeutsames Gelände incl. einer Höhle       | n.a.      | 2. Juni 1994      | 6722   | 1    |
| BW   | Te Kuiti School (Old Building)                                          | Te Kūiti | 1 Rora Street Karte                          | Schulgebäude                                              | n.a.      | 5. September 1985 | 4443   | 2    |
| BW   | Aero Club Headquarters Building (Formerly Waitomo Jockey Club Pavilion) | Te Kūiti | Te Kumi Station Road, Te Kuiti Airport Karte | Clubhaus des Fliegerclubs am Flughafen, früher Jockeyclub | n.a.      | 5. September 1985 | 4444   | 2    |
| BW   | Grand Central Hotel (Former)                                            | Te Kūiti | 72 Taupiri Street Karte                      | Hotel, ehemaliges                                         | n.a.      | 5. September 1985 | 4446   | 2    |
| BW   | Zobel's Buildings                                                       | Te Kūiti | 69-83 Rora Street Karte                      | Geschäftshaus                                             | 1912      | 5. September 1985 | 4449   | 2    |
| BW   | Te Kūiti Railway Station                                                | Te Kūiti | Rora Street Karte                            | Bahnhof                                                   | 1908      | 5. September 1985 | 4450   | 2    |
| BW   | Lorigan's Building (Former)                                             | Te Kūiti | 163-164 Rora Street Karte                    | Laden                                                     | n.a.      | 5. September 1985 | 4451   | 2    |
| BW   | Gardiner’s Building (Former)                                            | Te Kūiti | 161 Rora Street Karte                        | Laden                                                     | n.a.      | 5. September 1985 | 4452   | 2    |
| BW   | Courthouse                                                              | Te Kūiti | Queen Street Karte                           | Gerichtsgebäude                                           | 1908      | 5. September 1985 | 4454   | 2    |
|      | Ruakuri                                                                 | Te Kūiti | Hangatiki Back Road                          | Stätte mit Bedeutung für die Māori                        | n.a.      | 2. Juli 1994      | 6721   | WT   |
|      | Te Rua o Te Ata                                                         | Te Kūiti | Hangatiki                                    | Stätte mit Bedeutung für die Māori                        | n.a.      | 23. Juni 2005     | 7606   | WT   |